# Ayumu Hirano
Ayumu Hirano (n. 29 noiembrie 1998, Murakami, Prefectura Niigata, Japonia) este un sportiv ce a reprezentat Japonia, medaliat olimpic. A participat la 4 ediții ale Jocurilor Olimpice (2014, 2018, 2020, 2022) în care a câștigat o medalie de aur și două medalii de argint.